# Bansleben
Bansleben ist ein Dorf an der Altenau im  Landkreis Wolfenbüttel in Niedersachsen.

## Geschichte
Der Name Banisleve bedeutet „Das Erbe Bannos“ (leiba = Erbe). In einer Urkunde vom 18. Oktober 1121 wird der kleine Ort Bansleben bei Schöppenstedt erstmals erwähnt. Darin bestätigt der Bischof von Halberstadt dem „Stiftskloster St. Laurentius zu Schöningen Rechte und Grundeigentum in Ort und Gemarkung“. Seinen heutigen Namen Bansleben hat das Dorf erst 1550 erhalten.
Im Ort gehörte eine mittelalterliche Burg zum Besitz derer von Weferlingen. Sie habe südlich von Bansleben gestanden und sei während eines kriegsähnlichen Kampfes im Jahre 1380 von Braunschweiger Bürgern niedergebrannt worden. In handschriftlichen Aufzeichnungen von 1808 heißt es dazu:
„Hans von Weverling verlohr nicht nur alles Eigenthum, sondern must auch mit seiner ganzen Familie auf der Burg Bansleben, woselbst er hausete, eines schrecklichen Todes sterben. Man siehet jetzt noch die Stelle, wo die Burg stand, und nennt sie die Burgstelle. Sie war mit einem Walle und einem dreifachen Graben, woran auch noch Spuren übrig sind, umgeben. Die Länderey in dieser Gegend wird mit dem Beynahmen ‚im Walle‘ bezeichnet“.
Seit der Gebietsreform, die am 1. März 1974 in Kraft trat, ist er ein Ortsteil der Gemeinde Kneitlingen.

## Einwohnerentwicklung
Bei den Zahlen bis 1950 handelt es sich um ungefähre Ergebnisse, bei denen von 1961 und 1970 um Volkszählungsergebnisse.
| Jahr | Einwohner |
| ---- | --------- |
| 1663 | 42        |
| 1774 | 96        |
| 1823 | 135       |
| 1885 | 218       |
| 1900 | 193       |
| 1933 | 214       |
| 1950 | 496       |
| 1961 | 295       |
| 1970 | 257       |
| 2015 | 207       |

## Politik
Seit 1. Juli 2003 gibt es ein offizielles Ortswappen. Heraldische Beschreibung: Im Blau-Gold (Blau-Gelb) durch Zinnenschnitt geteilten Schild oben eine Rose, unten ein Wassermühlrad in gewechselten Farben. Das vorliegende Wappen weist fünf Bezüge zu Geschichte, Gegenwart und Zukunft des Ortes auf:
1. Besonderes Ortsmerkmal für Bansleben ist die „Kuckucksmühle“, die früher an der Altenau in Betrieb war und heute ein Jugendheim ist. Sie wird durch das Wassermühlrad vertreten, wobei die Hinzufügung von Wasserwellen entbehrlich ist, denn die sind für den Betrieb einer Wassermühle selbstverständlich und außerdem nichts für Bansleben besonders kennzeichnendes, denn einen Fluss oder Bach gibt es in jedem Ort.
2. In Bansleben stand schon im 13. Jahrhundert eine Burg. Sie wurde 1380 von den Braunschweigern niedergebrannt. Ihre Reste verschwanden erst im 19. Jahrhundert. Ihr Aussehen ist nicht überliefert, deshalb wird der Begriff Burg symbolisch durch die gezinnte Burgmauer wiedergegeben.
3. Erbauer und Besitzer der Burg war das Geschlecht von Weferling. Die v. Weferling hatten auf die Geschicke des Ortes jahrhundertelang wesentlichen Einfluss als die bedeutendsten Grund- und Lehnsherren im Ort.
4. Die von Weferling führten in ihrem Wappen mehrere Rosen. Eine davon kehrt im Wappen von Bansleben wieder. Sie versinnbildlicht hier zugleich den Wunsch nach einer blühenden Entwicklung und glücklichen Zukunft des Ortes.
5. Bansleben hat seit mehr als 800 Jahren ständig zum Herzogtum, Freistaat und Bezirk Braunschweig gehört. Zum Andenken daran ist das Wappen in den braunschweigischen Landesfarben Blau-Gelb gehalten. (Übrigens sind Gold und Gelb in der Heraldik Synonyme, gleichwertig und gleichbedeutend).

## Kultur und Sehenswürdigkeiten

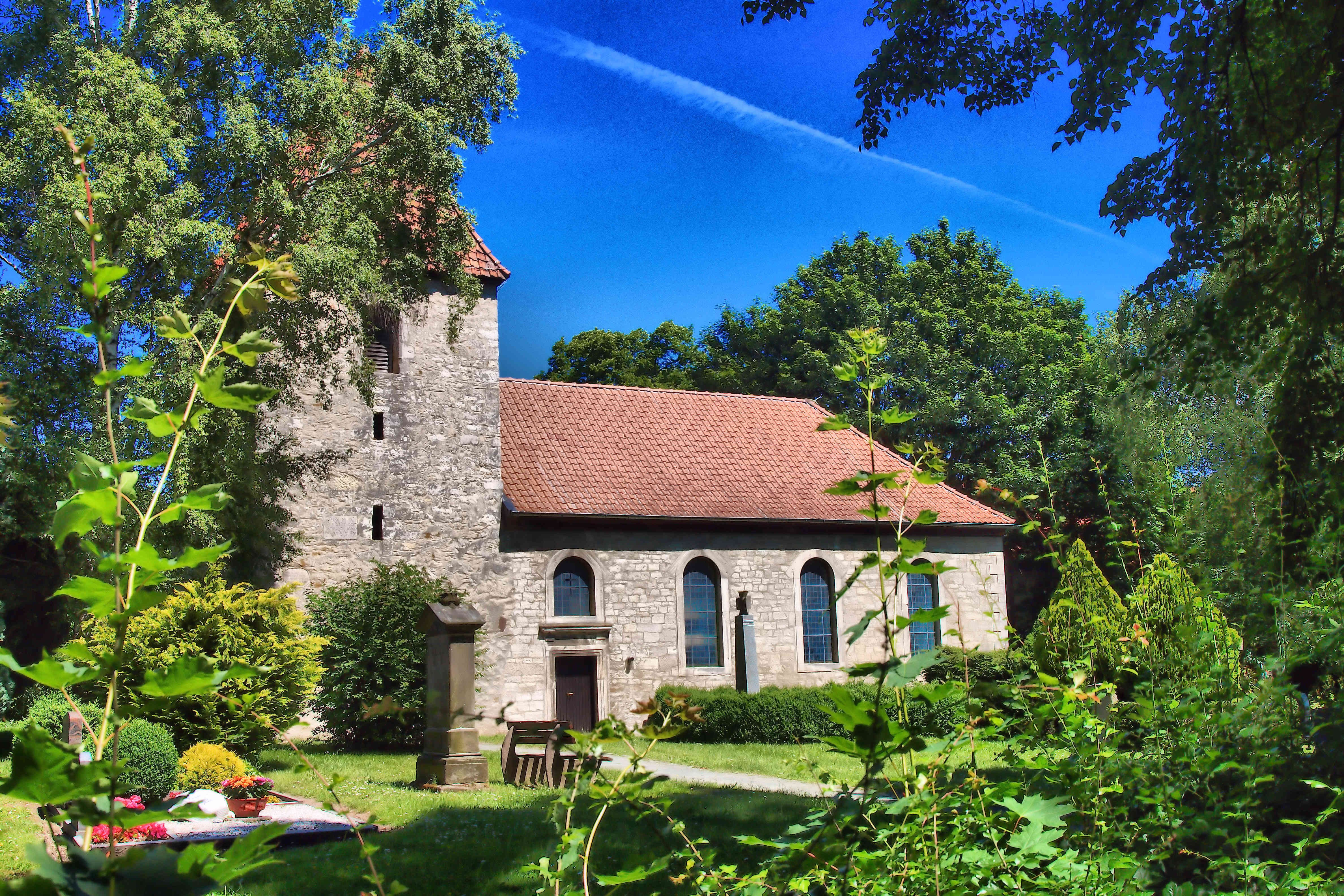
Kirche Bansleben

- Wann die kleine romanische Kirche erbaut wurde, ist unbekannt. Der Kirchturm trägt die Jahreszahl 1665. Im Dreißigjährigen Krieg soll der Kirchturm als Wehrturm gedient haben. Die Kirche in Bansleben wurde am 19. Oktober 2003 nach Renovierungsmaßnahmen wieder eingeweiht und auf den Namen „St. Michael“ getauft.
- Im Ort an der Altenau hat es wohl nur eine Wassermühle 500 Meter südlich des Dorfes an einem Mühlenbach gegeben. Bis zum Dreißigjährigen Krieg, der das Ende der Ansiedlung „Neindorfer Berg“ südwestlich Schöppenstedts bedeutete, wurde auch dieser Ort versorgt. Mühlen waren in jener Zeit für die Ernährung der Bevölkerung und des Heeres essentiell und blieben so erhalten. In der Dorfbeschreibung von 1752 heißt es: „Die Wassermühle, welche auf der Banslebenschen Feldmark an der Altenau gelegen, wird die Kuckucksmühle genannt und gehört Lohmann's Erben und geben davon an fürstl. Kammer einen Grund- und Mühlenzins. …“ Über die Mühlengeschlechter ist bekannt, dass 1792 der Müller Sylvester Pfeifer in Bansleben eine Henriette Catharina Böttcher aus Schöppenstedt heiratete. Wahrscheinlich verlassen diese aber sehr bald die Mühle, denn 1796 wird Johann Heinrich Ziegenbein aus Ölper Thurme und dessen Frau Marie Elisabeth Lohdahl aus Berklingen als Besitzer genannt. Von ihren fünf Kindern übernimmt ein Sohn, Johann Heinrich Matthias Ziegenbein, die Mühle. 1854 heiratete er Marie Elisabeth Henriette Meyer aus Ampleben. Sie hatten sechs Kinder. Eine Tochter, Friederike Johanne Henriette Dorothee, blieb in der Mühle bis zu ihrem Tode 1929. 1969 wurde die ehrwürdige alte Kuckucksmühle zu einer Hotel-Pension hergerichtet. 2003 beherbergt die Kuckucksmühle ein Landcafé. Jetzt ist sie ein Jugendheim.